# Rose McIver
Frances Rose McIver (Auckland, 10 ottobre 1988) è un'attrice neozelandese, conosciuta soprattutto per aver interpretato Liv Moore nella serie iZombie trasmessa dall'emittente The CW.
Altre partecipazioni cinematografiche includono i film Lezioni di piano, Johnny Kapahala - Cavalcando l'onda e Predicament. In televisione, è nota per aver interpretato Summer Landsdown/Ranger Giallo nella serie del 2009 Power Rangers RPM, oltre ad apparizioni come ospite in programmi quali Hercules, Xena - Principessa guerriera e La spada della verità.

## Biografia
Nata da padre fotografo, Mac, e madre artista, Annie, Rose ha un fratello maggiore di nome Paul, anch'egli attore e musicista. Sebbene da piccola abbia studiato danza classica e jazz, preferisce dedicarsi al jogging ed alla scrittura, ispirandosi alle opere di John Steinbeck, Wally Lamb e Franz Kafka. Dopo essersi diplomata nel 2006 dall'Avondale College della sua città natale, Auckland, si è iscritta alla University of Auckland, dove studia Psicologia e Linguistica. Nell'agosto del 2011, Rose si è trasferita da Wellington, dove viveva con il suo fidanzato, a Los Angeles.

## Carriera
Le prime apparizioni televisive di Rose McIver sono iniziate all'età di soli due anni, quando è apparsa in alcuni spot pubblicitari. L'anno successivo, ad appena tre anni, è stata inserita nel cast del film Lezioni di piano, nel ruolo di un angelo. Il maggior numero delle sue apparizioni è avvenuta nella televisione neozelandese, in film e telefilm che vanno dal fantasy, come Maddigan's Quest, al drammatico, come Rude Awakenings. Fuori dalla sua patria, ha recitato in film televisivi come la serie di Hercules e Maiden Voyage, oltre che in due film targati Disney Channel, Eddie e la gara di cucina nel 2003 e Johnny Kapahala - Cavalcando l'onda del 2007 (quest'ultimo è il sequel del film del 1999 Johnny Tsunami - Un surfista sulla neve). Dal marzo al dicembre del 2009, ha interpretato il ruolo del Ranger Giallo Summer Landsdown, in tutti i 32 episodi della serie televisiva Power Rangers RPM.
Il debutto di McIver sul grande schermo è avvenuto con il ruolo di Lindsey Salmon, sorella minore della giovane protagonista, nell'adattamento cinematografico di Amabili resti, diretto da Peter Jackson ed uscito nelle sale statunitensi l'11 dicembre 2009. Nel 2012, è apparsa nel film Predicament, basato sul romanzo omonimo dell'autore Ronald Hugh Morrieson, pubblicato in Nuova Zelanda ed Australia il 26 agosto dello stesso anno. Le riprese hanno avuto luogo a luglio ed agosto del 2009 nelle cittadine di Hawera ed Eltham, in Nuova Zelanda. Nel 2011, è entrata nel cast del film televisivo Tangiwai, messo in onda sul canale neozelandese TV One il 14 agosto dello stesso anno. Il film, nel quale l'attrice interpreta il ruolo di Nerissa Love, fidanzata del giocatore di cricket neozelandese Bob Blair, è basato sull'incidente ferroviario avvenuto nel 1953 nella città di Tangiwai. Attualmente, ha un ruolo fisso nella serie televisiva commedia Super City, interpretando la cheerleader Candice.
Dopo essere apparsa in un episodio di Made in Hollywood, ha partecipato come ospite a due puntate del talk show irlandese Xposé. Dal 19 marzo al 10 aprile 2012, è apparsa a teatro nel ruolo di Izzy, la migliore amica della protagonista nella commedia That Face. Nello stesso anno, ha partecipato anche allo Show Me Shorts Film Festival. Nel 2011, Rose McIver ha preso una pausa dagli studi per trasferirsi temporaneamente a Los Angeles, dove è stata inserita insieme a Chris Lowell nella pellicola indipendente Light Years. A febbraio del 2012, McIver ha iniziato a partecipare alle riprese di Blinder, un film di Richard Gray sul football australiano, ambientato tra l'Australia e Boston.. Dal 2015 al 2019 partecipa alla serie tv iZombie e ottiene fama mondiale grazie anche alla sua versatilità recitativa. Nel 2020 recita nello show comedy Woke, pubblicato nel servizio di streaming Hulu.

## Filmografia parziale

### Cinema
- Lezioni di piano (The Piano), regia di Jane Campion (1993)
- Topless Women Talk About Their Lives, regia di Harry Sinclair (1997)
- Flying (1998) – cortometraggio
- Ozzie, regia di William Tannen (2001)
- Toy Love, regia di Harry Sinclair (2002)
- Knickers (2007) – cortometraggio
- Amabili resti (The Lovely Bones), regia di Peter Jackson (2009)
- Predicament, regia di Jason Stutter (2010)
- Blinder, regia di Richard Gray (2013)
- Un principe per Natale, regia di Alex Zamm (2017)
- Un principe per Natale - Matrimonio reale, regia di John Schultz (2018)
- Un principe per Natale - Royal Baby, regia di John Schultz (2019)

### Televisione
- Hercules (Hercules: The Legendary Journeys) - serie TV, 4 episodi (1994-1997)
- Xena - Principessa guerriera (Xena: Warrior Princess) – serie TV, episodio 1x8 (1999)
- Eddie e la gara di cucina (Eddie's Million Dollar Cook-Off) – film TV, regia di Paul Hoen (2003)
- Johnny Kapahala - Cavalcando l'onda (Johnny Kapahala: Back on Board) – film TV, regia di Eric Bross (2007)
- La spada della verità (Legend of the Seeker) – serie TV, episodio 1x22 (2009)
- Power Rangers RPM – serie TV, 32 episodi (2009)
- CSI - Scena del crimine (CSI: Crime Scene Investigation) – serie TV,  episodio12x13 (2012)
- Masters of Sex – serie TV, 8 episodi (2013-2014)
- C'era una volta (Once Upon a Time) – serie TV, 9 episodi (2013-2017)
- Petals on the Wind, regia di Karen Moncrieff – film TV (2014)
- iZombie – serie TV, 71 episodi (2015-2019)
- Woke – serie TV, 5 Episodi (2020)

## Premi e riconoscimenti
TV Guide NZ Television Awards
- 2002 – Miglior attore/attrice adolescente per Xena - Principessa guerriera

Air New Zealand Screen Awards
- 2007 – Nomination: Miglior performance di un'attrice per Maddigan's Quest

Visa Entertainment Screen Awards
- 2010 – Miglior attrice neozelandese per Amabili resti

Monte Carlo Film Festival
- 2012 – Nomination: Miglior attrice per Tangiwai

## Doppiatrici italiane
Nelle versioni in italiano delle opere in cui ha recitato, Rose McIver è stata doppiata da:
- Jessica Bologna in Un principe per Natale, Un principe per Natale - Matrimonio reale, Un principe per Natale - Royal Baby
- Letizia Ciampa in Amabili resti, iZombie
- Veronica Puccio in Xena - Principessa guerriera
- Antonella Baldini in Power Rangers RPM
- Joy Saltarelli in C'era una volta